# بي العرب
بَيّ العرب، قرية رئيسية تابعة لمركز الباجور التابع لمحافظة المنوفية في جمهورية مصر العربية.

## التاريخ
قرية بي العرب من القرى القديمة، حيث وردت باسم «بي العرب» في أعمال المنوفية ضمن قرى الروك الصلاحي التي أحصاها ابن مماتي في كتاب قوانين الدواوين، كما وردت باسم «بي العرب» في أعمال المنوفية ضمن قرى الروك الناصري التي أحصاها ابن الجيعان في كتاب «التحفة السنية بأسماء البلاد المصرية». وفي العصر العثماني وردت باسم «بي العرب» في التربيع العثماني الذي أجراه الوالي العثماني سليمان باشا الخادم في عصر السلطان العثماني سليمان القانوني ضمن قرى ولاية المنوفية، وفي تاريخ 1228هـ/1813م الذي عدّ قرى مصر بعد المسح الذي قام به محمد علي باشا باسم «بي العرب» ضمن قرى مديرية المنوفية.

## السكان
بلغ عدد سكان بي العرب 5,887 نسمة، حسب الإحصاء الرسمي لعام 2006.

## أعلام القرية
- عبد الصبور مرزوق (1924م-2008م) مدير رابطة العالم الإسلامي الأسبق.[4]